# محمد نوری (قایقران)
محمد نوری قایقران عضو تیم ملی قایقرانی ایران در دوره‌های سوم مسابقات قهرمانی آسیا (۱۹۸۹ جاکارتا) و چهارم مسابقات قهرمانی آسیا (۱۹۹۱ دریاچه اتسو)  و پنجم مسابقات قهرمانی آسیا (۱۹۹۳ هیروشیما) بود.

## افتخارات
- مسابقات قهرمانی آسیا (۱۹۸۹) جاکارتا - اندونزی
  - تورینگ یکنفره ۵۰۰ متر - محمد نوری - مدال طلا
  - تورینگ دونفره ۱۰۰۰ متر- محمد نوری و بهزاد عزیزی- مدال برنز
- مسابقات قهرمانی آسیا (۱۹۹۱) دریاچه اتسو- ژاپن
  - تورینگ یکنفره ۵۰۰ متر- محمد نوری -مدال طلا
  - تورینگ دونفره۵۰۰ متر- محمد نوری و بهزاد عزیزی - مدال نقره
  - تورینگ دونفره ۱۰۰۰متر- محمد نوری و بهزاد عزیزی - مدال طلا
- مسابقات قهرمانی آسیا (۱۹۹۳) هیروشیما-ژاپن
  - تورینگ یکنفره ۵۰۰ متر- محمد نوری -مدال طلا
  - تورینگ دونفره۵۰۰ متر- محمد نوری و مجید محسنی (قایقران) - مدال نقره